# 에이시 내친왕 (1288년)
에이시 내친왕(일본어: 媖子内親王 えいしないしんのう[*], 쇼오 원년 (1288년) - 간노 3년/쇼헤이 7년 8월 11일 (1352년 9월 19일))은 가마쿠라ㆍ난보쿠초 시대의 황족이자 여원이다. 고후카쿠사 천황의 5황녀로, 어머니는 사이온지 킨스케의 딸인 아이코 (츠치미카도 준후)이다. 여원호는 요토쿠몬인 (陽徳門院)이다. 또한, 생년이 고안 10년 (1287년)이고, 이름은 姨子라는 설도 있다.
에이닌 2년 (1294년) 1월 23일에 내친왕 선하와, 준삼궁 선하를 받았다.  쇼안 4년 (1292년) 3월 15일에 원호 선하를 받았다. 가겐 4년 (1306년) 9월 5일에 19세의 나이로 출가하여, 법명을 엔가쿠치(円覚智)라 하였다.